# لمانت جانسون
لمانت جانسون (انگلیسی: Lamont Johnson; ۳۰ سپتامبر ۱۹۲۲ – ۲۴ اکتبر ۲۰۱۰) یک هنرپیشه، و کارگردان اهل ایالات متحده آمریکا بود.
او در فیلم باکره آمریکایی بازی کرده است.